# Kipchoge Keino
Kipchoge Hezekiah Keino (Nandi County, 1940. január 17. –) visszavonult kenyai atléta, közép- és hosszútávfutó. Kétszeres olimpiai bajnok, kétszeres olimpiai ezüstérmes, háromszoros Nemzetközösségi játékok-győztes.
Kipsamoban született. 1968-ban Mexikóvárosban az olimpiai játékokon aranyérmet nyert 1500 méteren, ezüstérmet 5000 méteren. 1972-ben Münchenben 3000 méter akadályon győzött, 1500 méteren ezüstérmet nyert.
2012-ben 24 atléta egyikeként beiktatták az IAAF Hall of Fame-be. 2017. szeptember 29-ig a Kenyai Olimpiai Bizottság (KOC) elnöke volt.